# Vagersta
Vagersta är en by i norra delen av Romfartuna socken, Västerås kommun, Västmanland. Orten ligger inom Skultuna kommundel.
Byn består av enfamiljshus samt bondgårdar och är belägen vid länsväg U 673. Postadress är 73050 SKULTUNA.
Dansaren Jennie Widegren kommer från Vagersta.